# Le Journal de Toto
Le Journal de Toto est un périodique de bande dessinée français publié du 15 mars 1937 au 31 mai 1940.

## Historique
Le journal est lancé en 1937 par Le Petit Parisien.

## Séries publiées
- Les Aventures de Toto par Rob-Vel
- Jim Rouletabosse par Will Gould